# 甲登·洛绒向巴
甲登·洛绒向巴（1946年5月—），男，藏族，四川甘孜人，第三世（不计追认）甲登活佛。

## 生平
甲登活佛是牧民之子。1949年3岁时被认定为藏传佛教格鲁派第二世甲登活佛的转世灵童，举办了坐床典礼。此后一直在寺院中学修。1983年到1993年，历任甘孜县佛教协会副会长、政协委员、政协副主席、副县长等职务。1993年起，历任全国人大代表、中国佛教协会常务理事、四川省佛教协会副会长、四川省甘孜藏族自治州人民代表大会常务委员会副主任、甘孜藏族自治州佛教协会会长、甘孜吉祥大金寺管委会主任、甲登慈善学校校长。
1990年5月，甲登活佛获四川省人民政府颁发的“全省民族团结进步先进个人”奖。1995年，被评为“四川省宗教界为社会主义两个文明服务先进个人”。1998年6月，甲登慈善学校被四川省教育委员会评为“四川省社会力量办学先进集体”；甲登活佛个人被评为“四川省社会力量办学先进个人”。
1994年9月，甲登活佛创办了“格德桑登向秋曲批慈善学校”（俗称“私立甲登慈善学校”），并获甘孜县人民政府批准。阿沛·阿旺晋美为学校题写了“甘孜格德桑登向秋曲批慈善学校”校名（“德桑登向秋曲批”意为“慈善”）。学校由甲登活佛任校长，负责筹集全部办学费用，一位小学高级退休教师任副校长，负责学校的日常管理。由活佛个人创办免费学校，在中华人民共和国属第一例。1994年10月1日，该学校开学。该学校按国家规定的教学大纲开设必修课，如藏语文、汉语文、藏文数学、图画、体育、思想品德等课程，使用全国统编教材，聘请优秀教师任教。同时，该校还为17岁以上的超龄学生开设职业班，培养他们掌握一技之长。
2006年9月10日至9月20日，甘孜藏族自治州人大常委会副主任、甘孜县吉祥大金寺甲登·洛绒向巴活佛参加了中共中央对外宣传办公室组织的“中国藏学家、活佛代表团”，访问了比利时、欧盟、挪威。
2010年9月2日至9月4日，甘孜藏族自治州佛教协会第七届代表会议在康定召开。会议由甘孜藏族自治州政协副主席、第六届甘孜藏族自治州佛教协会会长甲登·洛绒向巴活佛主持、致开幕词，第六届甘孜藏族自治州佛教协会副会长戈教·云登嘉措活佛代表甘孜藏族自治州佛教协会第六届理事会作工作报告，第六届甘孜藏族自治州佛教协会副会长巴伽活佛作《甘孜藏族自治州佛教协会章程》修改的报告。会上，甲登·洛绒向巴活佛连任第七届甘孜藏族自治州佛教协会会长。
2011年11月14日，四川省佛教协会副会长、甘孜吉祥大金寺管委会主任甲登活佛参加了中国人民大学国际佛学研究中心成立庆典。
2012年9月5日到9月7日，甘孜藏族自治州政协副主席、甘孜藏族自治州佛教协会会长甲登·洛绒向巴在甘孜县扎科乡桑珠寺召集寺管会成员、宗教界代表人士以及部分僧人进行恳谈，开展同心同向活动，并帮助该寺解决实际困难。在扎科乡期间，甲登·洛绒向巴还以全国人大代表、甘孜藏族自治州政协分管民族宗教工作、甘孜藏族自治州佛教协会会长的身份，率工作组到扎科乡扎觉寺、扎科乡中心小学视察并调研，还慰问了扎科乡竹美村村民洛绒泽仁以及三老、五保老人多嘎。
甲登·洛绒向巴是第九、十、十一、十二、十三届全国人大代表。2018年2月24日，当选为第十三届全国人大代表。